# Ferdinand Johann Wiedemann

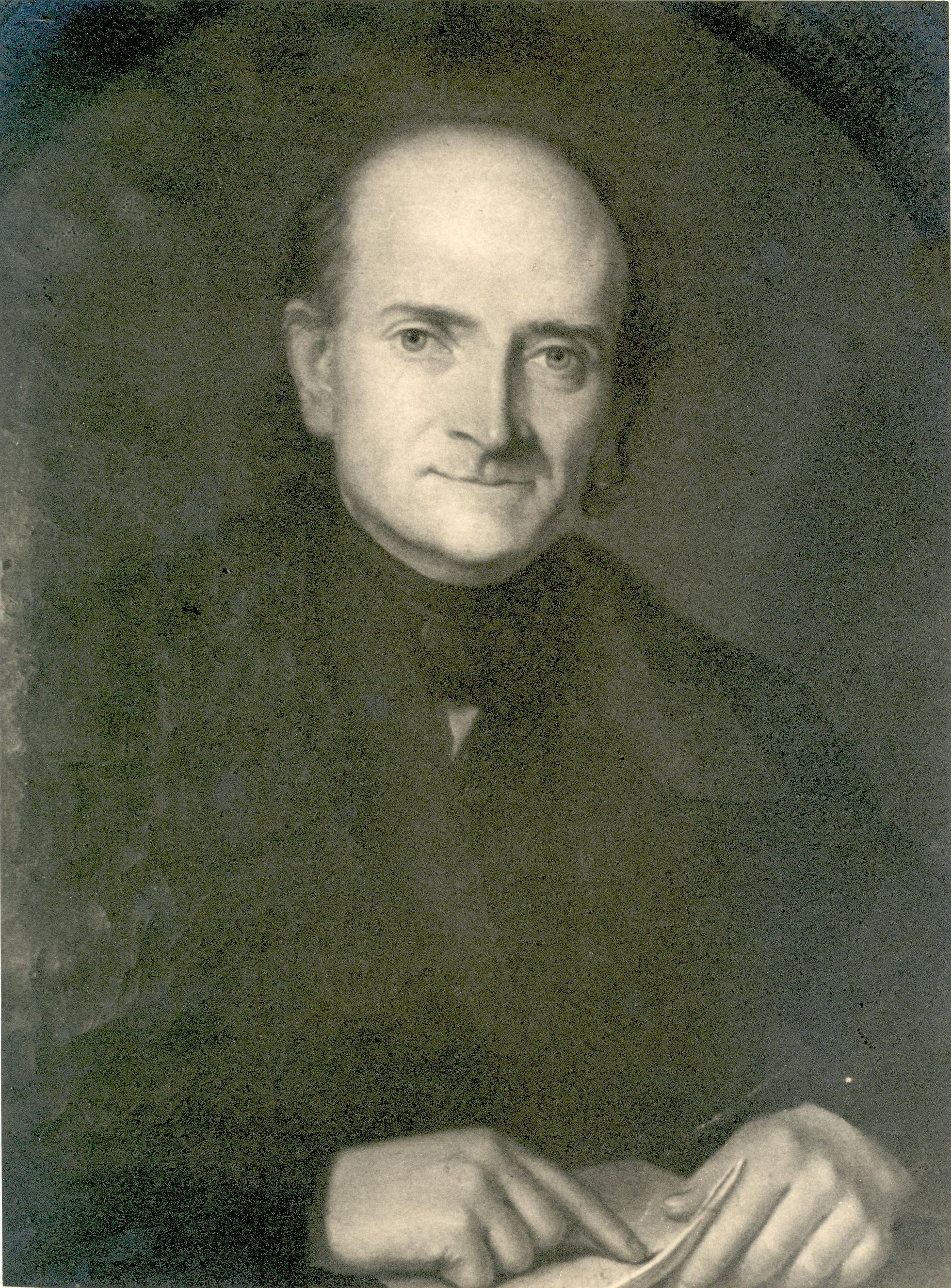
Ferdinand Johann Wiedemann.

Ferdinand Johann Wiedemann, född 30 mars 1805 i Hapsal, död 29 december 1887 i Sankt Petersburg, var en balttysk språkforskare.
Wiedemann hade svensk-tyska föräldrar. Han övergav de juridiska studier han påbörjat vid universitetet i Dorpat och blev gymnasielärare först i Mitau (1830–1837) och senare i Reval, där han i 20 år arbetade som lärare i grekiska språket. Under sin vistelse i Reval började han studera de finsk-ugriska språken. Det första arbetet var en liten programskrift Über die früheren Sitze der tschudischen Völker und ihre Sprachverwandtschaft mit den Völkern Mittelhochasiens (1838), där han påpekade de finsk-ugriska språkens släktskap med de så kallade altaiska och finnarnas asiatiska urhem. Sedermera utarbetade han Versuch einer Grammatik der syrjänischen Sprache (1847), Versuch einer Grammatik der tscheremissischen Sprache (samma år) och Grammatik der wotjakische Sprache (1851). Alla dessa grammatikor baserade sig på evangelieöversättningar till de nämnda språken. Det ytterst otillförlitliga materialet försökte Wiedemann kontrollera med hjälp av infödda tjeremisser, syrjäner och votjaker, vilka som sjömän vid ryska flottan var stationerade i Reval. Efter akademikern Andreas Johan Sjögrens död (1855) anförtrodde vetenskapsakademien i Sankt Petersburg bearbetningen av dennes rikhaltiga samlingar över livernas språk åt Wiedemann, som 1857 kallades att efterträda Sjögren som medlem av akademien. För att själv på ort och ställe kontrollera Sjögrens material reste Wiedemann 1858 till liverna i Kurland, där han uppehöll sig i flera månader. Resultaten av Sjögrens och sina egna forskningar offentliggjorde han 1861 i två digra band: Joh. Andreas Sjögren’s livische Grammatik nebst Sprachproben samt Joh. Andreas Sjögren’s livisch-deutsches und deutsch-livisches Wörterbuch (i "Sjögren’s gesammelte Schriften", II). År 1865 utgav han Grammatik der ersa-mordwinischen Sprache. Dessförinnan hade han påbörjat sina studier i estniska språket, som varit honom bekant ända från barndomen. Efter att ha publicerat en monografi över den sydestniska dialekten, Versuch über den werro-ehstnischen Dialekt (1864), utgav han som resultat av under flera år gjorda samlingar Ehstnisch-deutsches Wörterbuch (1869; ny upplaga utgiven av Jakob Hurt, 1893) samt Grammatik der ehstnischen Sprache (1875), vilka båda är att betrakta som Wiedemanns huvudarbeten. Prov på estnisk folklore offentliggjorde han i ett digert arbete, Aus dem inneren und äusseren Leben der Ehsten (1876). Minnesmärken av ett med estniskan nära besläktat språk, votiskan, behandlade Wiedemann i en historisk och språklig undersökning, Über die Nationalität und die Sprache der jetzt ausgestorbenen Kreewinen in Kurland (1871). Under sina sista levnadsår utgav han Syrjänisch-deutsches Wörterbuch nebst einem wotjakisch-deutschen im Anhange (1880) och Grammatik der syrjänischene Sprache mit Berücksichtigung ihrer Dialekte und des Wotjakischen (1884). Han reviderade alla de elva evangelieöversättningar till finsk-ugriska språk, som i transkription utgavs i London på prins Louis Lucien Bonapartes bekostnad. Wiedemann var en ytterst samvetsgrann forskare, men hade inte gehör för de finare fonetiska nyanserna i språket och inte heller sinne för språkhistoria, vilken han helt och hållet ignorerade i sina strängt deskriptiva arbeten. Utöver sitt fackämne intresserade han sig för botaniken och utgav i sina yngre dagar tillsammans med Eduard Franz Weber Beschreibung der phanerogamischen Gewächse Est-, Liv-und Curlands (1852).